# Atzitzihuacán
Atzitzihuacán es una localidad del estado mexicano de Puebla. Es cabecera del municipio de Atzitzihuacán.

## Demografía
| Censo | Población |
| ----- | --------- |
| 1900  | 423       |
| 1910  | 448       |
| 1921  | 464       |
| 1930  | 522       |
| 1940  | 492       |
| 1950  | 584       |
| 1960  | 776       |
| 1970  | 856       |
| 1980  | 850       |
| 1990  | 1069      |
| 1995  | 879       |
| 2000  | 942       |
| 2005  | 926       |
| 2010  | 1006      |
| 2020  | 1002      |